# Podhradie (Bratislava)

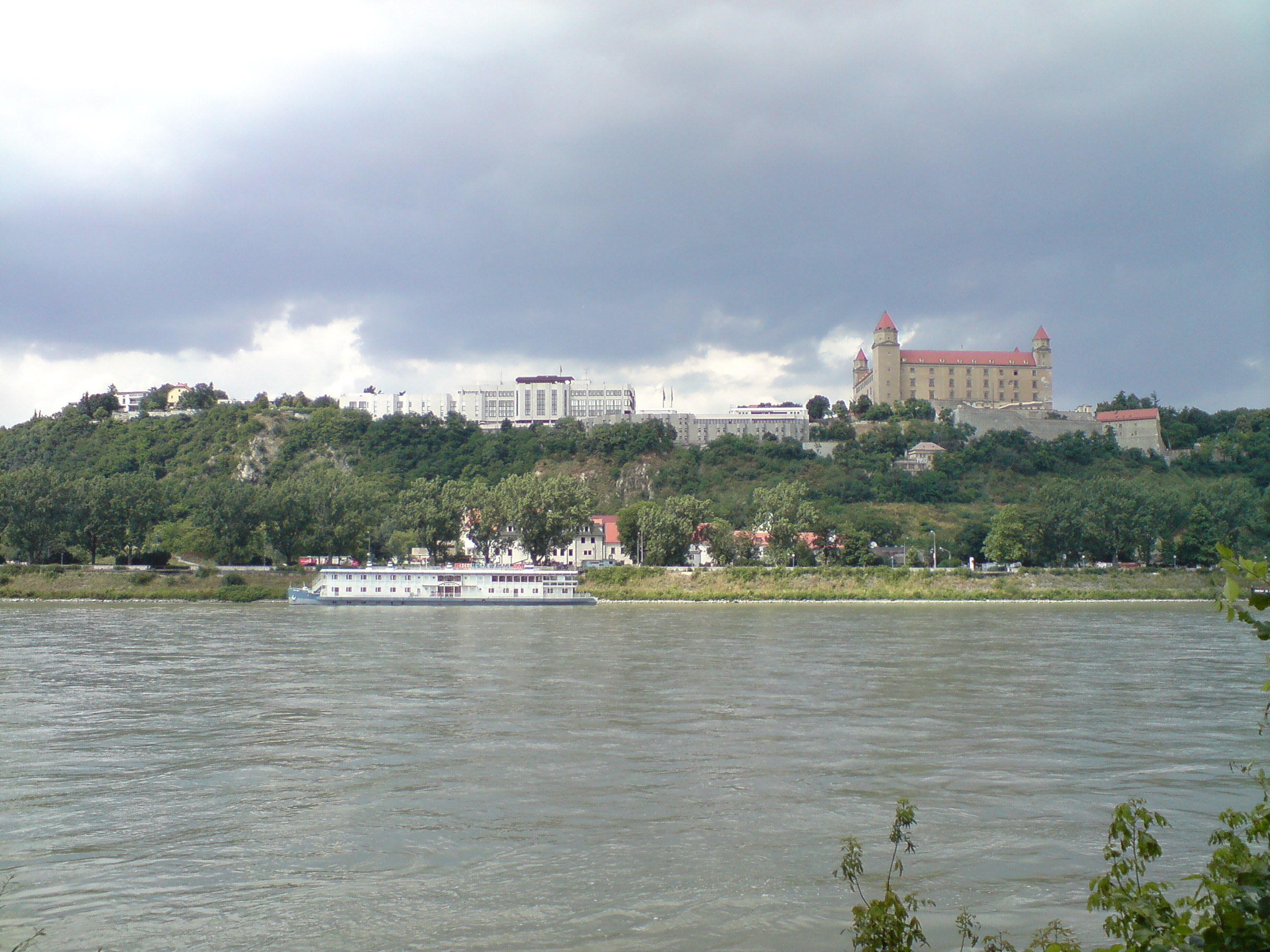
Bratislavské Podhradie v roce 2008

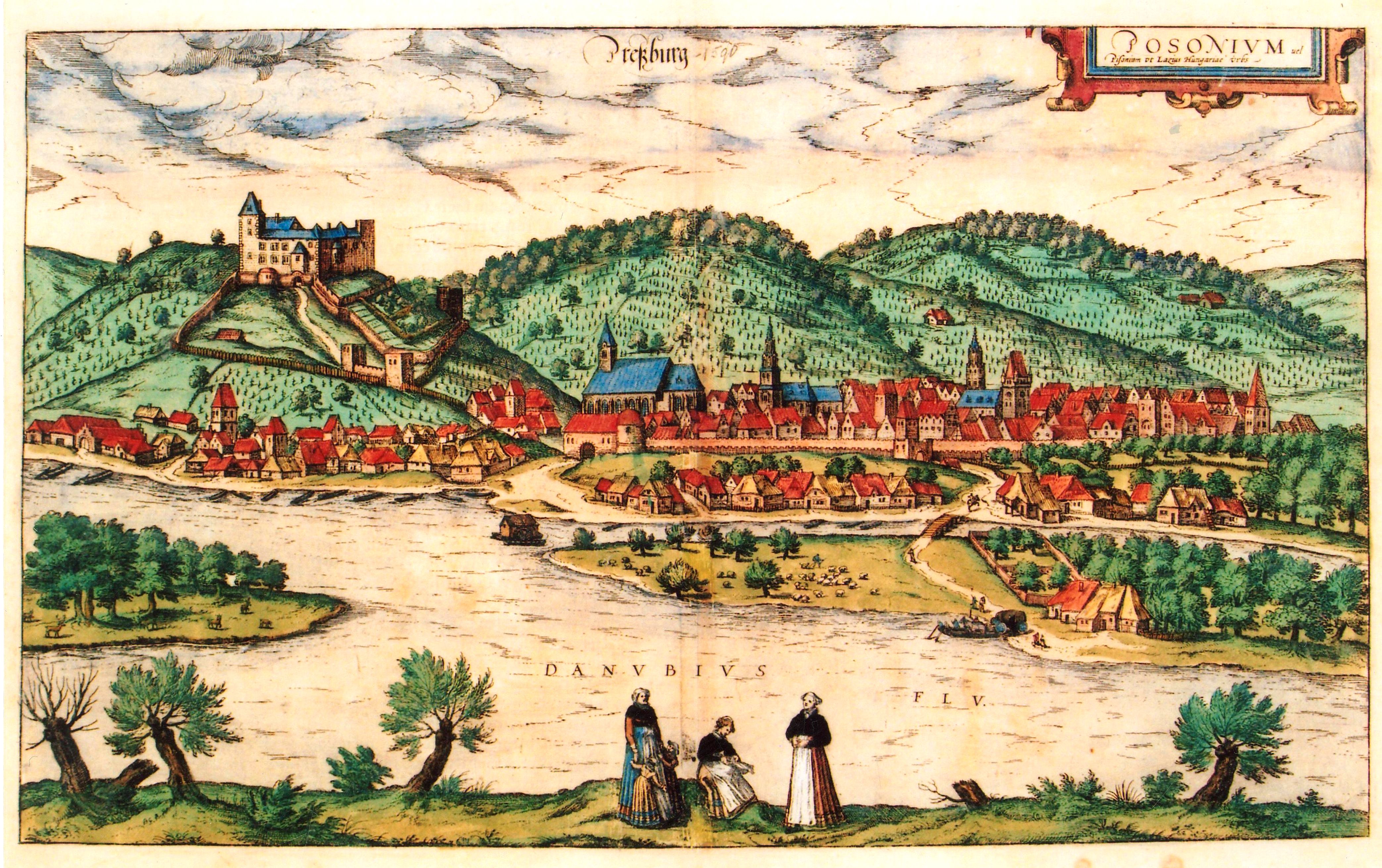
Bratislava a Podhradie v 16. století

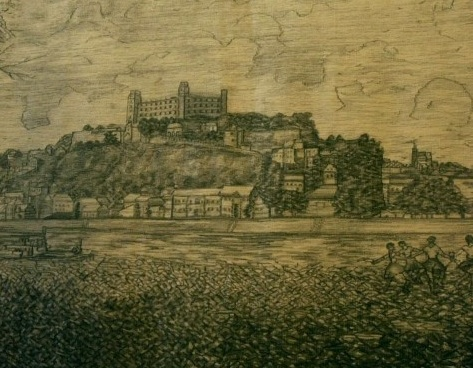
Bratislavské Podhradie v 19. století nebo na počátku 20. století

Podhradie (lat. Suburbium, něm. Schlossgrund a / nebo Zuckermantel / Zuckermandel, Maď. Pozsony-Várallya) byla od roku 1848 čtvrť Bratislavy, předtím samostatné sídlo, které se kolem roku 1800 rozkládalo východně od hradu (mezi hradem a městem), jižně od hradu (mezi hradem a Dunajem) a zčásti i západně od hradu (po Mlýnskou dolinu).

## Historie
Do 13. století se jako Pohradie - Schlossgrund (doslova hradní pozemky) označoval prostě celý široký hradní kopec, protože tehdy celý patřil hradu. Až v 13. století se území hradu zredukovalo na oblasti těsně přilehlé k hradu.
Původně ve středověku se od 13. století za vlastní Podhradie - Suburbium považovala Osada svatého Mikuláše; tato osada po roce 1291, kdy město na východ od ní získalo městská práva, zůstala vlastnictvím hradu. Kromě toho se však latinský výraz "Suburbium" ve vztahu k Bratislavě ve středověku používal i ve významech:
- Předměstí (celé osídlení bezprostředně za hradbami; v této oblasti měly majetky i hrad i město).
- Město pod hradem (tedy vnitřní město)

V roce 1423 král Zikmund Lucemburský obnovil městu Podhradie jeho stará privilegia.
V novověku se nakonec Schlossgrund (ať Schlossgrund-Zuckermantel) skládal z osad:
- Zuckermantel:
  - Vlastní Zuckermantel (mezi hradem a Dunajem, západně od Vydrice)
  - Schlossberg (mezi hradem a městem, včetně Osady sv. Mikuláše)
- Hausbergl (západně od hradu)

Zuckermandel byl v 19. století (až do druhé světové války) známý také prostitucí. Celé Podhradie bylo v roce 1848/1851 připojeno k městu Bratislava.
V 50. a 60. letech 20. století byl téměř celý Zuckermandel (spolu s celou Vydricou) zničen kvůli rozšiřování silnice na dunajském nábřeží a výstavbě mostu SNP.

## Výzkum a dokumentace Podhradí
Architekt Alfréd Piffl, tehdejší profesor fakulty architektúry STU, začal roku 1949 spolu se svými studenty zpracovávat dokumentaci pohradských domů, které byly později zbourány. K této práci se na zbytku Podhradí vrátil jako vedoucí výzkumu Archeologického ústavu SAV v letech 1967–1970, v době přípravy stavby Mostu SNP.
Dne 10. října 1970 si Alfréd Piffl zaznamenal do svého deníku: "... Zpráva o nábřeží je hotová. Opírá se o jednadvacet let práce – v roce 1949 jsem zadával studentům domy na zakreslení a zaměření, mnohem dříve, než sem přišli bourací mechanismy. Nikdo mi to nepřikázal. Dnes je materiál hotový, použije se, když přijde čas na rekonstrukci Zuckermandlu. Toho se asi nedožiju. Současné priority jsou jinde. Funkcionalismus vítězí nad památkami i tam, kde by bylo možné najít přijatelný kompromis."

## Obnova Podhradí
V současnosti (2007) se uvažuje znovu zastavění pozemků Podhradí, přičemž obecně převládají ve veřejnosti dva proudy, jeden (většinový, tvořený širokou veřejností) prosazuje zástavbu v historizujícím stylu a co nejvěrnější repliky původních budov, druhý proud (menšinový, tvořený především odborníky) prosazuje současnou moderní architekturu, přičemž argumentuje chybějící podrobnou dokumentací, nemožností přesně postavit původní stavby, především kvůli skutečnosti, že vznikaly v různých obdobích, dalším argumentem je otázka, v jakém stylu, resp. stylem jakého století obnovit původní stavby.